# Partito Popolare Socialista (Danimarca)
Il Partito Popolare Socialista (in danese: Socialistisk Folkeparti - SF) è un partito politico danese, di orientamento ambientalista e socialista democratico, fondato nel 1959 da Aksel Larsen, fuoriuscito dal Partito Comunista di Danimarca (DKP)

## Storia
Larsen aveva guidato il DKP dal 1938 al 1958, ma in polemica con l'invasione sovietica in Ungheria, abbandonò il partito. Attualmente SF è membro della Alleanza della Sinistra Verde Nordica e non della Sinistra Europea. SF, infatti, pur continuando a mantenere una posizione a sinistra dei Socialdemocratici, è andato sempre più marcando le proprie distanze dal comunismo sovietico e dal socialismo radicale, integrando al proprio interno esponenti del movimento femminista e di quello ambientalista. Gli eletti di SF al Parlamento Europeo aderiscono al gruppo parlamentare Verdi/ALE.
Alle elezioni politiche del 1960, SF raccolse il 6,1% dei voti ed elesse 11 deputati, mentre i Comunisti si fermarono all'1%, contro il 3,1 delle elezioni precedenti. Tra il 1964 ed il 1975, i "socialisti-popolari" hanno raccolto consensi compresi tra il 5 ed il 9%, salvo salire nel 1966 al 10,3%. Nel 1977 SF crollò al 3,9%, salvo risalire nel 1979 al 5,9%. Il calo fu dovuto alla scissione subita da SF ad opera del partito 'Socialisti della Sinistra', poi confluita nella Alleanza Rosso-Verde.
Il periodo tra il 1981 ed il 1989 sarà il più florido per SF, che raccoglierà percentuali comprese tra l'11,3 ed il 14,6%. Tra il 1990 ed il 2000, i "socialisti-popolari" hanno potuto contare su percentuali comprese fra il 7,3 e l'8,3%. Le ultime due consultazioni elettorali (2001 e 2005), hanno invece visto SF calare su percentuali intorno al 6%. Alle elezioni politiche del 2011 SF ottenne il 9,2% dei voti (-3,8%) e 16 seggi (-7). Nonostante il calo di consensi, SF entrò a far parte del nuovo governo formato insieme ai Socialdemocratici ed alla Sinistra Radicale, socio-liberali. Alle Elezioni del 2015 ottiene il 4,2% di voti e 7 seggi al Folketing e passa all'opposizione del nuovo governo conservatore.
Nel referendum sugli opt-out dell'Unione Europeo del 3 dicembre 2015, l'SF ha dato indicazione di voto favorevole.

## Risultati elettorali
| Elezione          | Voti    | %     | Seggi    | Posizione   |
| ----------------- | ------- | ----- | -------- | ----------- |
| Europee 1979      | 81.991  | 4,70  | 1 / 16   | -           |
| Europee 1984      | 183.580 | 9,22  | 1 / 16   | -           |
| Europee 1989      | 162.902 | 9,10  | 1 / 16   | -           |
| Parlamentari 1990 | 268.759 |       | 15 / 175 |             |
| Europee 1994      | 178.543 | 8,58  | 1 / 16   |             |
| Parlamentari 1994 | 232.398 | 7,3   | 13 / 250 |             |
| Parlamentari 1998 | 257.406 | 7,6   | 13 / 175 |             |
| Europee 1999      | 140.053 | 7,11  | 1 / 16   |             |
| Parlamentari 2001 | 219.842 | 6,4   | 12 / 175 |             |
| Europee 2004      | 150.518 | 7,96  | 1 / 14   |             |
| Parlamentari 2005 | 201.162 | 6,0   | 11 / 175 |             |
| Parlamentari 2007 | 450.975 | 13,0  | 23 / 175 |             |
| Europee 2009      | 371.603 | 15,87 | 2 / 13   |             |
| Parlamentari 2011 | 326.118 | 9,2   | 16 / 175 |             |
| Europee 2014      | 248.244 | 10.95 | 1 / 13   |             |
| Parlamentari 2015 | 148.027 | 4,2   | 7 / 175  |             |
| Europee 2019      | 364.895 | 13,23 | 2 / 13   | -           |
| Parlamentari 2019 | 272.093 | 7,7   | 14 / 175 | Maggioranza |
| Parlamentari 2022 | 292.915 | 8,3   | 15 / 175 | Opposizione |
| Europee 2024      | 426.472 | 17,42 | 3 / 15   | -           |